# Comte Estruc
El Comte Estruc, Estruch o Estruga, segons les llegendes, hauria estat Arnald Estruc, un hipotètic noble català medieval de l'època de Guillem de Torroja, tutor del rei Alfons el Cast cap al 1173. Segons una llegenda recollida per l'escriptor Salvador Sáinz al seu llibre Estruch (1991), el comte es va morir vell i va tornar a la vida convertit en un jove endimoniat, una mena de vampir que xuclava la sang a la gent d'aquella època, seduïa les noies i les deixava embarassades. Al cap de nou mesos aquestes noies parien petits monstres que morien només nàixer. La llegenda té lloc al castell de Llers (Alt Empordà), que va ésser destruït durant la Guerra Civil espanyola.
Malgrat que Salvador Sáinz afirma que recuperà la llegenda d'una història del segle xii, mai no n'ha establert la fidelitat ni n'ha aportat cap prova. Això, unit al fet que els experts no han pogut trobar aquest ni altres documents que incloguin la figura del comte, fa que, en general, els historiadors neguin la veracitat de la suposada llegenda i sostinguin que no hi ha rastres històrics de la figura d'Estruch.